# Кегалле
Кегалле или Кегалла (синг. කෑගල්ල; там. கேகாலை) — город на западе центральной части Шри-Ланки, в провинции Сабарагамува. Административный центр одноимённого округа, который является одним из двух округов провинции.
Расположен в 78 км к северо-востоку от столицы страны, города Коломбо, и в 40 км к западу от города Канди, на высоте 300 м над уровнем моря. Население города по данным переписи 2012 года составляет 17 962 человека.
В 13 км к северо-западу от города расположен приют для слонов Пиннавела, который является популярной туристической достопримечательностью.